# Albert II della Scala
Albert II della Scala fou fill d'Alboí I della Scala, i va néixer el 1306.
Capità del poble i senyor de Verona el 1329 (el 1351 va associar als seus nebots fills de Mastino II della Scala) que el van succeir.
En la guerra de la lliga Antiscaligera va perdre Treviso i Pàdua el 1338 i Belluno i Feltre el 1339.
Va morir a Verona el 13 de setembre de 1352. Es va casar el 1312 amb Agnès, filla natural del comte Enric II de Gorizia. De la seva descendència només cal esmentar a la filla Alboina (morta el 1392) que fou abadessa del monestir de Sant'Agostino el 1385.